# Salah Jedid
Salah Jedid (1926–1993 ; en arabe : صلاح جديد) est un officier supérieur et homme politique syrien, figure majeure du parti Baas arabe socialiste. Représentant de l'aile marxiste et radicale du mouvement baasiste, il joue un rôle central dans la prise de pouvoir du Baas en Syrie en 1963, puis dans le coup d'État intra-baassiste de 1966, qui le porte de facto à la tête de l'État, bien qu'il n'ait jamais officiellement été président.
Entre 1966 et 1970, Salah Jedid conduit une transformation économique et sociale d'inspiration socialiste, marquée par une nationalisation massive de l'industrie, des banques et du commerce extérieur, une réforme agraire radicale, et un renforcement centralisé de l'appareil d'État. Il entendait libérer la Syrie des structures féodales et bourgeoises, en l'inscrivant dans une union arabe révolutionnaire alignée sur le bloc soviétique et engagée dans les luttes anti-impérialistes.
Il est renversé en 1970 par Hafez el-Assad, alors ministre de la Défense, lors du "Mouvement correctif", qui marque un tournant autoritaire et conservateur dans le régime syrien. Jedid est emprisonné jusqu'à sa mort en 1993.

## Biographie
Originaire de  Doueïr-Baabda, village dans les environs de Lattaquié, il est membre de la communauté alaouite, qui s'est installée depuis des siècles dans les montagnes des Alaouites pour échapper aux persécutions. Comme beaucoup de membres de sa communauté, il profite du mandat français et de l'ouverture d'académies militaires aux Alaouites pour entrer dans l'armée en espérant une promotion sociale. Pendant ses études, il apprendra la langue française, et l'anglais. 
En 1958, pendant la courte période de la République arabe unie (RAU), il est envoyé au Caire avec plusieurs officiers syriens que Nasser veut contrôler plus étroitement. Il y forme en 1959 un comité secret avec quatre autres officiers baasistes dont Hafez el-Assad qui a pour projet de reprendre la direction du Baas et de refonder la Syrie.
De retour en Syrie, il participe au coup d'État de 1963 qui amène au pouvoir le parti Baas et est nommé chef d'État-Major en 1964. 
Le 23 février 1966, il participe au coup d'État de Selim Hatoum qui chasse les fondateurs du parti Baas – Michel Aflaq et Salah al-Din al-Bitar – de Syrie. Il prend alors la fonction de secrétaire général adjoint du parti, bien qu'il soit en réalité « l'homme fort du régime ». 
De 1966 à 1970, il prend la tête du clan des « civils », aile radicale du parti Baas. Il s'oppose alors aux partisans du ministre de la défense, Hafez el-Assad, les « militaires ». Lors du congrès régional du parti en octobre 1968, les deux ailes dévoilent leurs oppositions : les civils considèrent qu'il faut se rapprocher encore du bloc soviétique et faire passer la socialisation du pays avant la lutte contre Israël. Les militaires au contraire, affirment que la priorité doit être donnée à la lutte contre Israël et la coopération avec les autres États arabes. Alors qu'Assad privilégie la coopération avec les États arabes, le clan de Jedid préfère s'appuyer, après la Guerre des Six Jours, sur la résistance palestinienne. Il fonde donc une organisation de combattants palestiniens affiliée au Baas, As Saiqa, en 1966. 
Pendant la période 1966-1970, Salah Jedid entreprend donc un rapprochement avec l'URSS, une politique de socialisation et de réforme agraire, et un renforcement de l'emprise du parti Baas sur le pouvoir, et de l'influence des Alaouites au sein du parti. Cependant, il souffre de la défaite de 1967, et doit composer avec son adversaire, le général Assad, avec lequel il engage un long bras de fer pour le contrôle de la Syrie.  
En 1970, lors de la répression menée par l'armée jordanienne contre l'OLP – septembre noir – Jedid envoie une aide militaire aux fedayins. Cependant, Hafez el-Assad refuse de lui apporter le soutien aérien ce qui contraint les forces syriennes à faire machine arrière.  
À la suite de l'échec de l'intervention en Jordanie, la direction régionale du Baas se réunit pour un congrès extraordinaire, au sein duquel Salah Jedid est en majorité. Hafez el-Assad est porté responsable du retrait syrien et est relevé de ses fonctions de ministre de la Défense. Le lendemain de la clôture du congrès, le 13 novembre 1970, il utilise ses appuis dans l'armée pour orchestrer un coup d'État, s'empare des points clés de Damas et arrête Salah Jedid ainsi que le président Noureddine Atassi.   
Salah Jedid passe alors vingt-trois ans en prison et meurt, le 19 août 1993, d'une attaque cardiaque dans un hôpital de Damas, un jour après y avoir été transféré de la prison militaire de Mezzeh.